# Osiedle Króla Stefana Batorego
Osiedle Króla Stefana Batorego w Słupsku – osiedle zlokalizowane w zachodniej części miasta.

## Lokalizacja
Graniczy od wschodu z linią kolejową a dalej z centrum miasta, od północy z SSSE, od zachodu z Gminą Wiejską Słupsk a od południa z Osiedlem Króla Jana III Sobieskiego. Jest częścią większej dzielnicy Zatorze w Słupsku. Czasami z nazwą Osiedle Stefana Batorego błędnie utożsamiana jest jedynie jego część położona na zachód od ul. Leszczyńskiego, tymczasem osiedle obejmuje znacznie większy teren (aż do torów kolejowych) i to właśnie na wschód od ul. Leszczyńskiego znajduje się jego historyczne serce - w tym ulica Batorego.

## Opis
Zabudowa to głównie bloki mieszkalne 4-piętrowe, lecz na terenie osiedla znajdują się również trzy 11-piętrowe wieżowce a także zabudowa jednorodzinna. Najstarszą część mieszkalną osiedla stanowią poniemieckie domki jednorodzinne zlokalizowane przy ulicy Batorego. Pod koniec lat '70 zbudowano dwa zespoły 4-piętrowych bloków mieszkalnych - przy ulicach Bogusława X i Anny Gryfitki. W latach 80. XX wieku powstało kolejne skupisko 4-piętrowych bloków przy ulicy Wiatracznej. Obydwa blokowiska - wraz z wyżej wspomnianymi wieżowcami przy al. 3 Maja - w większości wybudowane zostały i do dziś administrowane są przez Słupską Spółdzielnię mieszkaniową "CZYN". W latach 90. XX wieku powstały kolejne kwartały 4-piętrowych bloków mieszkalnych przy ulicach Rejtana, Konarskiego i Mochnackiego, zbudowane i administrowane przez spółdzielnię Dom Nad Słupią. W tej części osiedla znajduje się też kilka bloków komunalnych i socjalnych, z których najnowszy został oddany do użytku w 2012 roku. Jest to zatem teren, na którym nadal rozwija się budownictwo mieszkaniowe. Całość zabudowy mieszkalnej osiedla Batorego dopełniają domki jednorodzinne z lat 70. i 80. XX wieku zlokalizowane przy ulicach Leszczyńskiego, Wiatracznej i 3 Maja oraz jeden 6-piętrowy blok developerski oddany do użytku w roku 2009, który powstał po zaadaptowaniu z niedokończonego biurowca policyjnego. Warto również wspomnieć, że osiedle posiada trzy duże kompleksy garaży zlokalizowane przy ulicach Bogusława X, Grażyny oraz Grunwaldzkiej oraz dwa parkingi strzeżone przy ulicach Sobieskiego i Leszczyńskiego.
Poza funkcją mieszkaniową Osiedle Batorego to również miejsce funkcjonowania przemysłu, handlu i usług a także licznych instytucji. Największym zakładem przemysłowym jest Scania Production Słupsk. Działają tu również m.in. hurtownia stali, skład materiałów budowlanych oraz przedsiębiorstwa budowlane, sklepy różnych branż. Z licznych instytucji należy wymienić Komendę Miejską Policji, Prokuraturę Rejonową i Okręgową, Powiatowy Urząd Pracy, Szkołę Podstawową nr 4, Przedszkola Miejskie nr 8, 15 i 24 oraz Młodzieżowe Centrum Kultury wraz z kinem Rejs. Na terenie osiedla swoje oddziały posiadają Kredyt Bank i Alior Bank. Do połowy lat 90. XX wieku na terenie osiedla funkcjonowała giełda samochodowa. Dziś na jej terenie znajduje się miasteczko ruchu drogowego.

## Transport
Przez Osiedle Batorego przebiega również fragment ringu miejskiego– czyli nowego przebiegu Drogi Krajowej nr 21. Fragment drogi przebiegający przez osiedle ograniczony jest jego granicami administracyjnymi – ulicą Grunwaldzką od północy oraz ulicą 3 Maja od południa. Do realizacji inwestycji doszło po wielu latach od sporządzenia pierwszych planów, które powstały już w latach 70. XX wieku. Powstanie ringu ma ogromne znaczenie dla Osiedla Batorego – inwestycja pozwala na dużo lepsze skomunikowanie tej części Słupska z pozostałymi dzielnicami i drogami wylotowymi, jednocześnie ograniczając ruch wewnątrz osiedla – zwłaszcza na ulicy Leszczyńskiego. Pomimo tak oczywistych korzyści płynących z powstania ringu, realizacji inwestycji towarzyszyły uporczywe protesty, a nawet próby jej udaremnienia przez mieszkańców jednej z ulic osiedla.
W bezpośredniej bliskości osiedla – choć formalnie poza jego granicami, na północ od ulicy Grunwaldzkiej – powstaje słupski Park Wodny 3 Fale. Budowa aquaparku rozpoczęła się po wielu latach przygotowań, zapowiedzi i sporów. Inwestycji tej od początku towarzyszą liczne kontrowersje i sprzeciw części samorządowców oraz mieszkańców miasta argumentowany ogromnym kosztem jego budowy a w przyszłości utrzymania.

## Zieleń
Osiedle Batorego to miejsce o dużej powierzchni terenów zielonych, głównie nasadzeń drzew i krzewów liściastych zlokalizowanych pomiędzy blokami. Obecnie zadbana, ponad trzydziestoletnia zieleń w połączeniu z ciągłymi zabiegami estetyzacyjnymi administratorów budynków, takimi jak termomodernizacja bloków i przebudowa ciągów pieszych, czyni Osiedle Batorego ładnym i przyjaznym miejscem do życia.